# Варбинское
Варбинское — пресноводное озеро на территории Янегского сельского поселения Лодейнопольского района Ленинградской области.

## Общие сведения
Площадь озера — 0,7 км², площадь водосборного бассейна — 22,4 км². Располагается на высоте 88,1 метров над уровнем моря.
Форма озера лопастная, продолговатая: оно вытянуто с северо-запада на юго-восток. Берега каменисто-песчаные, преимущественно возвышенные.
С северо-западной части озера вытекает река Суега, впадающая в Виозеро, из которого берёт начало река Янега, левый приток Свири.
Ближе к юго-восточной оконечности озера расположен один относительно крупный (по масштабам водоёма) остров без названия.
Населённые пункты и автодороги вблизи водоёма отсутствуют. На берегах водоёма на месте покинутых населённых пунктов располагаются три урочища: Варбиничи, Ижорова Гора и Кузнецова Гора.
Код объекта в государственном водном реестре — 01040100811102000015395.